# Jack Hill (Filmregisseur)

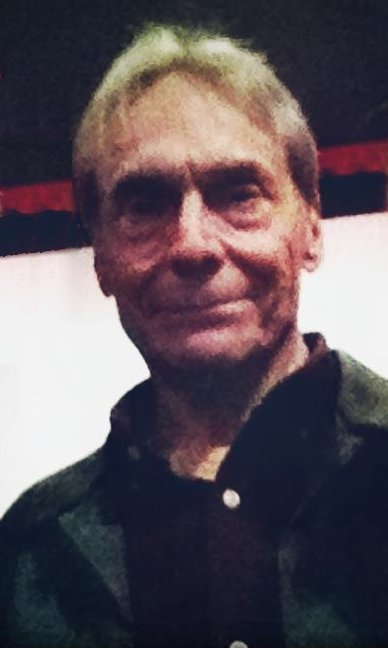
Jack Hill (2012)

Jack Hill (* 28. Januar 1933 in Los Angeles, Kalifornien, USA) ist ein US-amerikanischer Filmregisseur, der vor allem durch seine Exploitationfilme bekannt wurde.

## Leben und Karriere
Hill wurde als Sohn von Ronald Hill geboren, der als Art Director für Disney und Warner Bros. tätig war. Er heiratete im Alter von 25 Jahren die aus Deutschland stammende Elke. In den frühen 1960er Jahren drehte er eine Reihe von Filmen mit Roger Corman, unter anderem 1963 The Terror – Schloß des Schreckens mit Jack Nicholson, den er daraufhin als „grauenhaften Schauspieler“ klassifizierte (er relativierte seine Meinung jedoch später). Einer seiner Kameraden während des Studiums an der University of California, Los Angeles war Francis Ford Coppola.
Hill erreichte nie den Weltruhm seines Studienkollegen, hat jedoch eine feste Fangemeinde, zu der unter anderem auch Quentin Tarantino gehört. Tarantino hat über seine Firma Rolling Thunder Pictures unter anderem für die DVD-Veröffentlichung von Switchblade Sisters gesorgt. Im April und Mai 1968 drehte er Szenen mit Boris Karloff, die in vier 1970 und 1971 erschienenen mexikanischen Filmen verwendet wurden.
Sein letzter Film blieb Mächte des Lichts aus dem Jahr 1982. Auf Grund einer von Corman eigenmächtig angefertigten Schnittfassung des Films wollte Hill nicht mehr als Regisseur namentlich erwähnt werden. Das Pseudonym Brian Stuart wird nun genannt. Hills inszenierte seither keinen weiteren Film.

## Filmografie
- 1959: Die Wespenfrau (The Wasp Woman) (Co-Regisseur)
- 1960: The Host (Kurzfilm)
- 1962: The Bellboy and the Playgirls
- 1963: The Terror – Schloß des Schreckens (The Terror)
- 1965: The Raw Ones
- 1966: Mondo Keyhole
- 1966: Blood Bath
- 1967: Spider Baby
- 1968: Totentanz im Schreckensschloss (House of Evil)
- 1968: Todeskult (The Snake People)
- 1968: Folter (The Fear Chamber), auch La Camera del Terror und The Torture Zone, auch beteiligt am Drehbuch
- 1969: Pit Stop
- 1970: Ich – ein Groupie (ungenannt)
- 1971: Alien Terror (The Incredible Invasion)
- 1971: The Big Doll House
- 1972: The Big Bird Cage
- 1973: Coffy – die Raubkatze (Coffy)
- 1974: Foxy Brown
- 1974: Footballmatch und süße Girls (The Swinging Cheerleaders)
- 1975: Die Bronx-Katzen (Switchblade Sisters)
- 1979: Stadt in Flammen (City on Fire) (Drehbuch)
- 1980: Death Ship (Drehbuch)
- 1982: Mächte des Lichts (Sorceress)